# 中美国 (迷你剧)
《中美国》（英語：Chimerica，又译《中美共同体》或《尋找坦克人》）是英国第四频道根据露西·科克伍德同名舞台剧改编的四集迷你连续剧。

## 剧情梗概
本剧的剧情开始于1989年6月3日夜晚，中国政府对在天安门广场的示威群众实施暴力清场。当时一位年轻的美国摄影记者在士兵用锤子砸他所在酒店房间门的同时捕获到解放军的坦克车开进天安门广场这一历史镜头。二十几年后，他负责报道总统选举，这次的总统选举充斥着中国廉价劳工和美国就业岗位外流至中国的争论。随后，他沉迷于中国报纸留下的关于王鹏飞的神秘信息并开始了一场寻找照片中坦克人真实身份的行动。

## 演员[5]
- 亚历山德罗·尼沃拉 饰演 李·贝格 [2][6]
- 切利·琼斯 饰演 梅尔·金凯[2][6][7]
- 苏菲·奥克多 饰演 泰莎·肯德里克[2][6]
- F.莫瑞·亚伯拉罕 饰演 弗兰克·萨姆斯[2][6]
- 特里·陈 饰演 张林[2][6]
- 梁佩诗 饰演 刘丽
- Vera Chok 饰演 沈
- 谢家声（David Tse Ka-Shing） 饰演 王鹏飞

## 分集
| 集數 | 標題                                   | 導演        | 編劇          | 首播日期      | 英国收視人數 （百萬） |
| ---- | -------------------------------------- | ----------- | ------------- | ------------- | --------------------- |
| 1    | 《胶片迷思》 （Kodak Ergo Sum）        | 迈克尔·凯勒 | 露西·科克伍德 | 2019年4月17日 | 待定                  |
| 2    | 《灰色地带》 （Gray Areas）            | 迈克尔·凯勒 | 露西·科克伍德 | 2019年4月24日 | 待定                  |
| 3    | 《支撑位》 （The Brace Position）      | 迈克尔·凯勒 | 露西·科克伍德 | 2019年5月1日  | 待定                  |
| 4    | 《东西皆非》 （Neither East nor West） | 迈克尔·凯勒 | 露西·科克伍德 | 2019年5月8日  | 待定                  |